# Ingvard Knudsen-Jensen
Ingvard Knudsen-Jensen (født 1901) er en tidligere fodboldmålmand og træner fra Vejle Boldklub.

## Spillerkarriere
Ingvard Knudsen-Jensen var i sin aktive karriere målmand i Vejle Boldklub.
Som målmand i VB oplevede Knudsen-Jensen blandt andet at være med i en berømt skandalekamp mod AGF d. 12. november 1922, hvor både VB's spillere og fans gik amok over en straffesparkskendelse til AGF. Kampen blev sidenhen kaldt den uhyggeligste skandalekamp i jysk fodbolds historie. 
I 1923 var Knudsen-Jensen med på Vejle Boldklubs første udlandstur. Der blev spillet to kampe i Hamburg mod Hamburger SV. Den første sluttede 3-3, mens VB vandt den anden kamp 2-1.
Ingvard Knudsen-Jensen spillede i alt 54 kampe for Vejle Boldklub.

## Trænerkarriere
Knudsen-Jensen sluttede sin aktive karriere i 1929, og blev efterfølgende ungdomsleder i ti år. Senere var han i to omgange træner for VB’s 3.divisionshold, ligesom han var medlem af VB’s bestyrelse.
Indtil 30. juni 1951 var Ingvard Knudsen-Jensen cheftræner, hvorefter han blev afløst af Vejle Boldklubs første fuldtidsansatte træner, Frits Gotfredsen .